# Rui de Carvalho Nascimento
Rui de Carvalho Nascimento (Setúbal, 14 de junio de 1914 - Lisboa, 3 de septiembre de 2012) fue un ajedrecista y un problemista de ajedrez portugués.

## Biografía
Hijo de Josué do Nascimento, funcionario en la Cámara Municipal de Setúbal, y Maria José Ferreira de Carvalho Nascimento, ama de casa, completó el quinto grado (actualmente 9) en la Escuela Secundaria Bocage en 1930.
Aprendió a jugar ajedrez con su profesor de matemáticas, Álvaro Sequeira Ribeiro, en 1937, congregando diversas prácticas a un nivel relevante. Fundó el Grupo de Ajedrez de Setúbal, con sede en el Café Nicola, una cafetería de Setúbal.
En su juventud, las actividades culturales fueron objeto de interés para él, los intereses que durarían toda su vida. Estudió música y aprendió a tocar el violín, habiéndose unido a la coral Orfeón Cetóbriga y orquestas organizadas por estos. Escribió poesía y teatro, llevado a la escena en 1940 con su hermano mayor Mário Nascimento, periodista y pintor-escenógrafo, en la Sociedad Filarmónica "Los Laureles" (Palmela) de la revista Viento en Popa. También fue autor de más de dos obras de teatro: Filtro de Amor y Serpientes y lagartos. En 1941, ganó tres primeros premios y varias menciones de honor en los Juegos Florales de Setúbal.
Sería, sin embargo, como jugador de ajedrez como más destacaría, después de haber estado involucrado desde muy temprana edad, en los problemas de ajedrez, una especialidad de aspecto lúdico convencional.
Hasta la edad de 96 años, a los que llegó en junio de 2010, todavía estaba activo en la composición de problemas de ajedrez, siendo uno de los Decanos todavía activos en este arte. Fue internacionalmente conocido como "El Nonagery".
En mayo de 2011, su salud sufrió un gran shock al ser víctima de un TIA (accidente isquémico transitorio). Perdió algo de memoria y aumentó su dificultad para caminar, la cual ya tenía en 2007. Además, la vista quedó tocada debido a unas cataratas que nunca quisieron operar.
Aun así y después de la hospitalización de unos meses en salud en el hogar, regresaron a casa, y fue capaz de volver a tocar el violín y la armónica, y todavía jugar ya sea iniciar el juego de ajedrez automático.
Aun celebrado su 98.º cumpleaños el 14 de junio de 2012. Poco después de que fue internado en el Hospital de San José por una infección respiratoria y la confusión.
Mejoró y volvió a casa en julio, pero por desgracia, el tiempo acabó ganarle. Perdió la vida la noche del 3 de septiembre de 2012, con la edad de 98 años.

## Actividades en los problemas de ajedrez
Como uno de los pocos especialistas mundiales de problemas "figurativo" o "simbólica", Rui de Carvalho Nascimento dedicó muchos de sus trabajos en este género a numerosas personalidades como Paganini , Einstein, el Papa Juan Pablo II, Maria de Lurdes Pintasilgo, el príncipe Enrique y Damián de Beja, boticario, autor del primer Tratado de ajedrez conocido, publicado en Roma en 1512 .
Inventó un tema basado en mates múltiples al que dio el nombre de Margarita, en memoria de su hija mayor, que falleció a los 25 años, en un accidente de tráfico en Brasil en 1972. Con este tema abordó un concurso internacional de la Revista Portuguesa de Ajedrez en 1977, que recibió setenta y cinco obras, desde la India a Brasil.
Él también era un juez en concursos internacionales, como "Meredith", de la Federación Portuguesa de Ajedrez (1987), el Concurso de Soluciones Nacionales (1987) o el Concurso en el modo de "Toto-Chess" que él mismo inventó en 1995. Entre las diversas composiciones que ha escrito, Rui de Carvalho Nascimento se destacó dentro de la "Heterodoxia", siendo uno de los más notables, constituyó una junta de tableros con casillas normales con el lado de cuatro centímetros, pero cuya diagonal es el diámetro de la longitud del universo. En otras composiciones, más "ortodoxa", postuló para torneos internacionales, ganando al Gran Maestro D. Antonio Argüelles en el SEPA-España Jubilee (1992), recibió una recomendación rspecial Cábala, en el Concurso Internacional de The Sherlock Holmes Problemist (1992, segunda Mención de Honor), el Concurso Internacional GAMA I, establecido por su compañero en Problemática, Gabriel Mariz Gracia, obteniendo en 1993 el primer premio, en 1995 la primera Mención de Honor y en 1996 el primer premio por segunda vez.
Mantuvo, desde el N.º 1 del diario Correio da Manha (1979), una sección diaria de solución de problemas, hasta que el 31 de diciembre de 1991 invitó a otro jugador de ajedrez, tras lo que se ve obligado a hacer espacio a los nuevos talentos. Rui de Carvalho Nascimento fue parte de los órganos de gobierno del Grupo de Ajedrez Setúbal y del Grupo de Ajedrez de Lisboa, el Grupo de Ajedrez Alekhine y la Federación Portuguesa de Ajedrez y representó a Portugal en el Congreso de la FIDE en la Comisión Permanente de Composición de Ajedrez, que se celebró en Alicante-Benidorm (España) en 1990.
RCN también dirigió la revista de ajedrez portugués, el Boletín del Grupo de Ajedrez Alekhine y la Revista Jaque, habiendo colaborado a título individual en periódicos como El Setubalense, Diario de Lisboa, Gran Enciclopedia portuguesa y brasileña, y los británicos The Problemist y The Independent.

## Principales obras publicadas
Autor de varios libros sobre problemas de ajedrez, sus publicaciones incluyen el libro Problemas de Ajedrez (1986, Europa-América) en Historia, Antología y Técnica II: Problemas de Ajedrez (1995 edición poligrafada), en el que la antología completa actividad problemística portugués, Alekhine - El Último Secreto (2003, que describe su vida con el maestro ruso, poligrafada ed.) Alekhine cuando se refugió en Estoril en 1940, y el folleto de Figurativa (2006 ed poligrafada.). En este último, hay, entre otros, ochenta y ocho filas de los problemas sobre constelaciones celestes. Su trabajo más reciente fue una serie de problemas heterodoxas que contiene problemas figurativos con dos reyes negros.
El jugador de ajedrez y amigo suyo, Mário Silva Araújo, publicó en 1998 el libro Rui de Carvalho Born - Una vida dedicada al ajedrez, donde se puede leer la siguiente frase: 

“El conocimiento de la Problemática en Portugal se divide en dos períodos: pre-Nascimento y post-Nascimento”.
Araújo, Silva en «Rui de Carvalho Born - Una vida dedicada al ajedrez».

## Problema de ajedrez de su autoría
Rui Nacimiento estimaba que, a lo largo de su larga vida, habría compuesto aproximadamente 500-600 problemas de Ajedrez. Consideró que su mejor trabajo era el problema que se expone ahora.
|       |       |       |       |       |       |       |    |    |  |
|       | a8 bl | b8    | c8    | d8 kl | e8 rl | f8    | g8 | h8 |  |
| a7    | b7    | c7    | d7    | e7 nd | f7 rd | g7    | h7 |    |  |
| a6    | b6 bl | c6 pd | d6 pd | e6 pd | f6    | g6 pl | h6 |    |  |
| a5    | b5    | c5    | d5 kd | e5    | f5    | g5    | h5 |    |  |
| a4 rl | b4    | c4    | d4 nl | e4 bd | f4    | g4 nl | h4 |    |  |
| a3    | b3    | c3    | d3    | e3 pd | f3    | g3    | h3 |    |  |
| a2    | b2    | c2    | d2 bd | e2    | f2 ql | g2    | h2 |    |  |
| a1    | b1    | c1    | d1    | e1    | f1    | g1    | h1 |    |  |
|       |       |       |       |       |       |       |    |    |  |

Único en el mundo, mostrando los dos temas 

## Un soneto propio
SONETO COM 57 SUBSTANTIVOS
LAGE, SEIXO, CALHAU, BRITA, CASCALHO,

PENEDO, ROCHA, PEDRA, PEDREGULHO,

ESTERCO, CINZA, LIXO, LAMA, ENTULHO,

OSSADA, FERRO-VELHO, REBOTALHO.

BARROTE, TÁBUA, TORO, LENHA, GALHO,

CAVACOS, SERRADURA, PÓ, GORGULHO,

DISCÓRDIA, DESCONCERTO, SERRABULHO,

DESORDEM, GUERRA, LUTA, MOTIM, RALHO.

REMORSO, INQUIETAÇÃO, ANSIEDADE,

CRETINOS, INTRUJÕES, INCOMPETENTES,

DESTRÔÇO, MORTE, NADA, ETERNIDADE…

EIS COSMOS, ESTRÊLAS, MUNDOS, CONTINENTES,

PLANÍCIE, SERRA, MAR, CAMPO, CIDADE,

SISTEMAS, GERAÇÕES, COSTUMES, GENTES!

(Lisboa, 1942)